# Live in Europe
Pour l’album de Rory Gallagher, voir Live in Europe.
Albums de Creedence Clearwater Revival
Mardi Gras
(1972) The Concert
(1980)
Live in Europe est le premier album live du groupe Creedence Clearwater Revival, sorti en 1973.

## Liste des chansons
1. Born on the Bayou – 5:05
2. Green River/Susie Q (Fogerty/Eleanor Broadwater, Dale Hawkins, Stanley S. Lewis) – 4:31
3. It Came Out of the Sky – 3:11
4. Door to Door (Stu Cook) – 2:00
5. Travelin' Band – 2:12
6. Fortunate Son – 2:25
7. Commotion – 2:34
8. Lodi – 3:15
9. Bad Moon Rising – 2:13
10. Proud Mary – 2:52
11. Up Around the Bend – 2:42
12. Hey Tonight – 2:30
13. Sweet Hitch-Hiker – 3:05
14. Keep on Chooglin' – 13:33

## Personnel
- John Fogerty: guitare, harmonica, chant
- Stu Cook: basse, chœurs, chant sur "Door to Door"
- Doug Clifford: batterie